# هيرمان كارلسون
هيرمان كارلسون (بالسويدية: Herman Carlson)‏ هو لاعب هوكي الجليد ولاعب كرة قدم سويدي، ولد في 11 سبتمبر 1906 في ستوكهولم في السويد، وتوفي بنفس المكان في 18 فبراير 1990. لعب مع AIK IF ‏.

## وصلات خارجية
- هيرمان كارلسون على موقع EliteProspects.com (الإنجليزية)
- هيرمان كارلسون على موقع Eurohockey.com (الإنجليزية)
- هيرمان كارلسون على موقع أوليمبيديا (الإنجليزية)
- هيرمان كارلسون على موقع اللجنة الأولمبية السويدية (السويدية)